# Andrzej Niemojowski
Andrzej Niemojowski herbu Wieruszowa – stolnik wieluński w latach 1772–1777, stolnik ostrzeszowski w latach 1769–1772, podczaszy ostrzeszowski w latach 1765–1769, łowczy ostrzeszowski w latach 1764–1765, skarbnik wieluński w latach 1750–1764, poseł ziemi wieluńskiej na Sejm Czaplica 1766 roku.